# Швидкісна дорога S50 (Польща)
Швидкісна дорога S50 — планова швидкісна магістраль у Польщі. Було додано до мережі автомагістралей та швидкісних доріг згідно з постановою від 24 вересня 2019 року. Зрештою, вона має взяти на себе транзитний рух від варшавської ділянки швидкісної дороги S8: алеї Захисники Гродно, Маршрут Національної Армії та Маршрут Торунь. Артерія буде північною частиною нової об’їзної дороги Варшави, південна частина якої буде розташована вздовж запланованої автомагістралі A50.
У 1996 – 2001 позначення було присвоєно швидкісній дорозі S22, що сполучає Ельблонг з державним кордоном у Ґжехоткі (прикордонний перехід Гжехоткі-Мамоново). Тодішні плани також передбачали нереалізоване будівництво ділянки від Тчева (A1) до Ельблонга.